# Operacja Awuka
Operacja Awuka (hebr. מבצע אבוקה, Miwca Awuka) – izraelska operacja wojskowa będąca atakiem odwetowym za zatopienie izraelskiego niszczyciela „Ejlat” na port i strefę przemysłową egipskiego miasta Suez, przeprowadzona 24/25 października 1967 roku w trakcie wojny na wyczerpanie.
Dowództwo Sił Obronnych Izraela ustaliło, że w ramach operacji dojdzie do ostrzału obiektów przemysłowych, rafinerii, budynków portowych i samego portu w Suezie. Operacja polegała na trzygodzinnej nawale artyleryjskiej od godziny 14.30 do 17.35, do ogłoszenia zawieszenia ognia. W odpowiedzi na operację Egipcjanie ostrzelali pozycje izraelskie. W wyniku operacji doszło do licznych strat w infrastrukturze przemysłowej, portowej i cywilnej. Zanotowano ofiary śmiertelne i rannych po stronie egipskiej, a także rannych po stronie Izraela. Operacja wpłynęła negatywnie na gospodarkę Egiptu .

## Tło wydarzeń

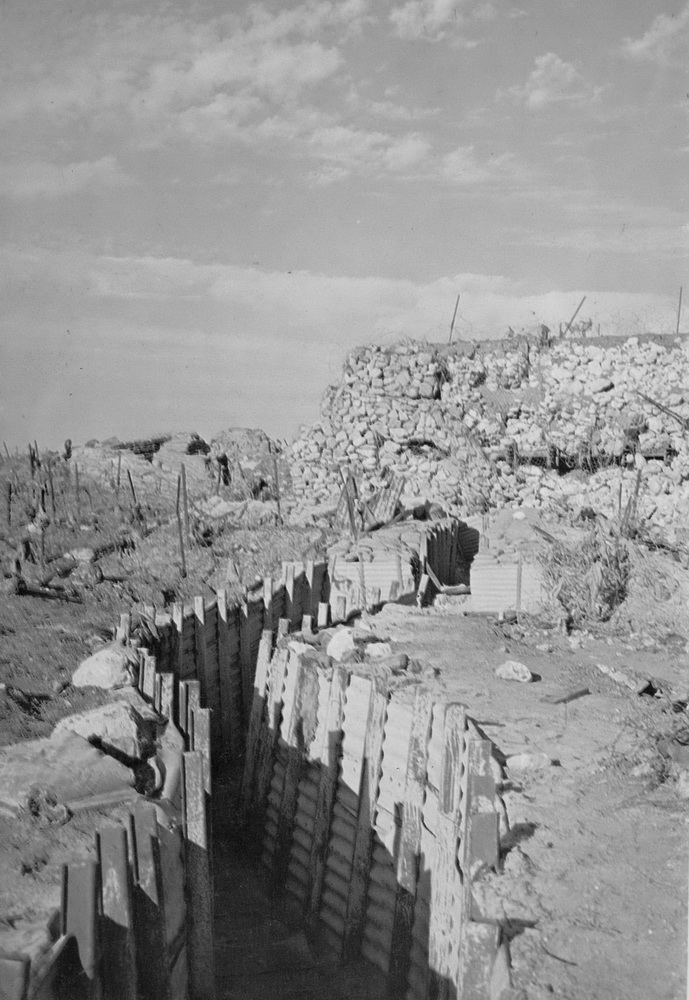
Izraelska linia Bar-Lewa wzdłuż wschodniego wybrzeża Kanału Sueskiego

Koniec wojny sześciodniowej w 1967 roku nie stanowił zakończenia konfliktu arabsko-izraelskiego. Państwa arabskie nie mogły się pogodzić ze zwycięstwem Izraela oraz ze wzrostem jego pozycji w regionie. We wrześniu 1967 roku odbyła się konferencja w Chartumie, na której do głosu doszli zwolennicy prowadzenia zdecydowanej polityki wobec Izraela. Uznali, że nie można prowadzić żadnych negocjacji i rozmów pokojowych z politykami izraelskimi. Egipcjanie nie pogodzili się ze stratą Synaju, a Izrael nie akceptował postanowień Rezolucji Rady Bezpieczeństwa ONZ nr 242 nakazującej mu zwrot zdobytych terytoriów. W wyniku napięć politycznych doszło początkowo do pojedynczych, później regularnych, ostrzałów pozycji jednej i drugiej strony nad Kanałem Sueskim. Toczący się od 1967 do 1970 roku konflikt nazwany został wojną na wyczerpanie. Gamal Abdel Naser wierzył, że przedłużający się zatarg doprowadzi do osłabienia Izraela. W trakcie konfliktu dochodziło do operacji desantowych, naruszeń przestrzeni powietrznych, ostrzałów i wypadów komandosów na tyły wroga. Egipt chciał przez to utrzymać zainteresowanie międzynarodowe sytuacją nad Kanałem Sueskim i zyskać sojuszników. Naser otrzymał szeroką pomoc wojskową ze Związku Radzieckiego. Z kolei Izrael nie chciał pokazać słabości i wycofać się z pozycji na zachodzie Synaju mimo strat wśród żołnierzy stacjonujących na linii Bar-Lewa. Obszar walk w trakcie wojny na wyczerpanie był również poligonem doświadczalnym dla nowego sprzętu amerykańskiego i radzieckiego.

## Wydarzenia przed operacją

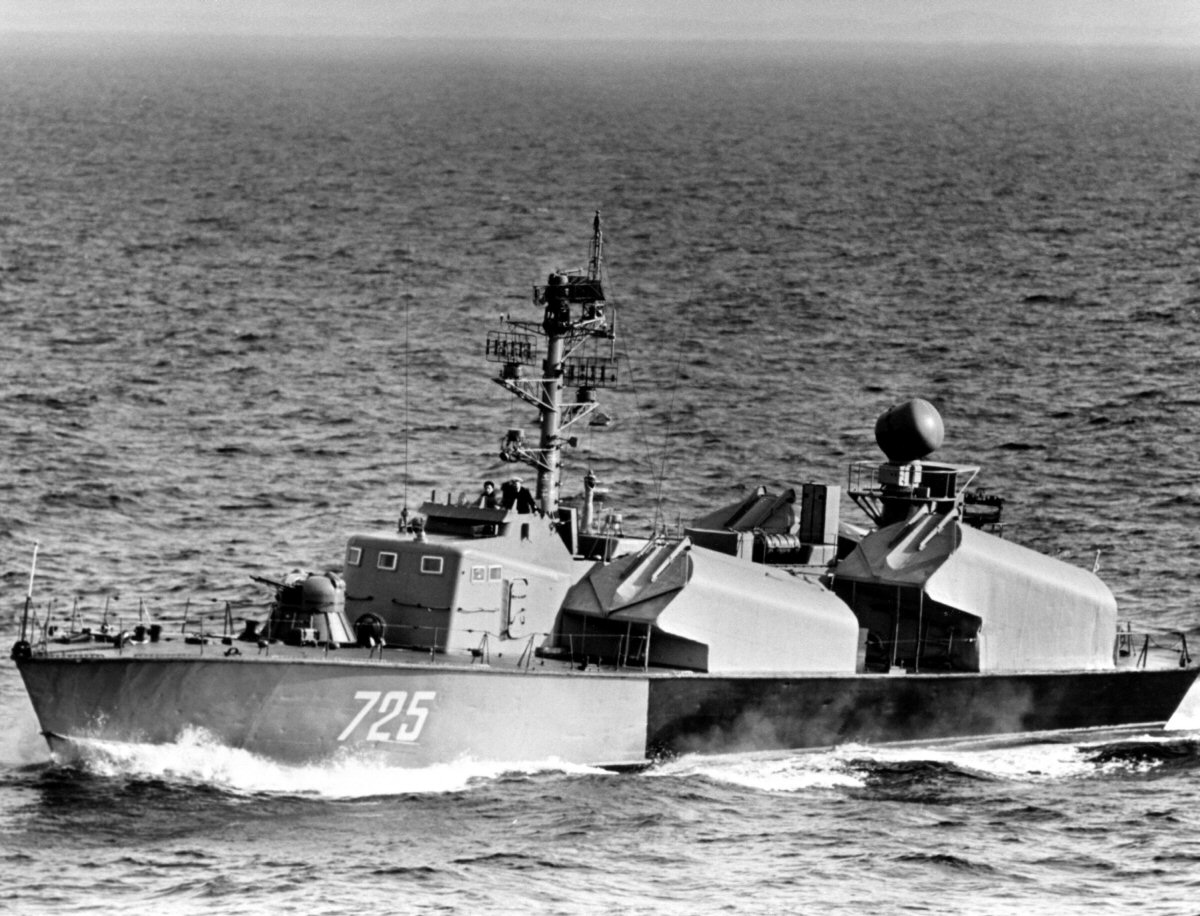
Kuter torpedowy projektu 205 (Osa)

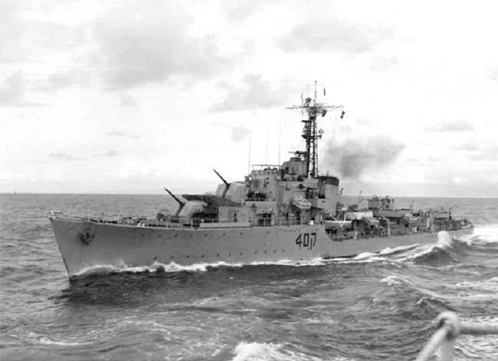
Niszczyciel Ejlat z numerem burtowym K40 (40ק)

### Zatopienie niszczyciela „Ejlat”
Po wojnie sześciodniowej Marynarka Wojenna Egiptu nawiązała kontakt ze Związkiem Radzieckim w celu rozwoju możliwości i potencjału swoich sił morskich. Chciano również zwiększyć przewagę nad Izraelskim Korpusem Morskim. W tym celu Egipt pozyskał od ZSRR kutry rakietowe projektu 205 (w kodzie NATO: Osa) i projektu 183R (Komar), które pozwalały na atakowanie celów z większej odległości. W 1955 roku Izrael pozyskał od Wielkiej Brytanii niszczyciel HMS "Zealous", który w Izraelu otrzymał nazwę „Ejlat”. Po wojnie sześciodniowej okręt ten był przydzielony do patrolowania wód terytorialnych Izraela i wód wzdłuż wybrzeży Synaju. 21 października 1967 roku „Ejlat” był w trakcie jednego z rutynowych patroli wzdłuż Synaju. Około godziny 17.30 okręt znajdował się ok. 26 km od Portu Said, na wysokości miejscowości Rumani (północno-zachodnia część półwyspu). Według źródeł izraelskich, okręt pozostawał cały czas na części Morza Śródziemnego traktowanej wówczas przez Izrael jako jego wody terytorialne. W tym momencie „Ejlat” został ostrzelany przez dwie rakiety P-15 (SS-N-2A/B Styx) wystrzelone z kutra torpedowego Komar. Według relacji egipskich, analiza kursu „Ejlatu” pozwalała uznać, że zagrażał on portowi morskiemu w Port Said.. O godzinie 19.18 w kierunku niszczyciela zostały wystrzelone dwie kolejne rakiety, z których w cel uderzyła jedna, powodując poważne zniszczenia. Izrael poinformował ONZ, że okręt został ponownie ostrzelany po dwóch godzinach, pomimo że nie zagrażał wodom terytorialnym Egiptu. W wyniku uszkodzeń „Ejlat” zatonął. Ostatecznie 47 marynarzy izraelskich zginęło, 91 zostało rannych, a 15 uznano za zaginionych .

### Wybranie celu i przygotowania
22 października odbyło się pierwsze posiedzenie rady bezpieczeństwa izraelskiego rządu z udziałem Szefa Sztabu Generalnego Sił Obronnych Izraela generała Icchaka Rabina. Zaproponował on trzy opcje odpowiedzi na zatopienie okrętu. Pierwszą był atak lotniczy na cele wojskowe, w szczególności na egipskie okręty w Suezie lub Porcie Said. Druga wiązała się z uderzeniem na strefę przemysłową i rafinerie w Suezie, w których produkowano od 60% do 80% całości egipskich paliw. Ostatnia możliwość związana była z atakiem na egipskie lotniska w pobliżu Suezu lub Portu Said, na których znajdowały się egipskie samoloty MiG-21. W trakcie jednego posiedzenia zebrani nie mogli się zdecydować, co do tego, jaką formę odpowiedzi wybrać. Wątpliwości wzbudzała druga forma odpowiedzi. Bano się, że zniszczenie rafinerii może mieć negatywny wpływ na rynek ropy naftowej, co odbije się na gospodarce Izraela. Jeszcze tego samego dnia odbyło się drugie posiedzenie rady bezpieczeństwa. W jej trakcie zadecydowano jednak o natychmiastowej odpowiedzi na zatopienie „Ejlatu”, a zebrani większością głosów wybrali atak na rafinerie i strefę przemysłową w Suezie. Uznano, że uderzenie w egipską gospodarkę będzie miało dotkliwsze skutki. Co ciekawe, Naser oraz jego doradcy spodziewali się izraelskiego ataku na rafinerie naftowe, ale nie zakładali, że celem będzie Suez .
Dowództwo Południowe zostało wyznaczone do przygotowania planu operacji i szczegółowych celów. Uznano, że należy zaatakować port wraz z rafineriami, zbiorniki paliwa, fabrykę nawozów, zakłady chemiczne i petrochemiczne. Dowódcą operacji mianowano podpułkownika Cwiego Barzela z Dowództwa Południowego. Do przeprowadzenia ataku wyznaczono dwie baterie francuskich haubic M-50 kalibru 155 mm. Koordynowaniem ognia miały się również zająć dwa samoloty obserwacyjne . Do ostrzału miał być zaangażowany także batalion pancerny .

## Przebieg operacji i jej skutki
O godzinie 14.30 Cahal rozpoczął ostrzał artyleryjski. Na początku nawałę ogniową skierowano na rafinerie Al Nasar i Suez oraz zbiorniki paliwa. Po półgodzinnym ostrzale dwie z trzech największych rafinerii w Egipcie zaczęły płonąć. Na te cele wystrzelono około 400 pocisków. O godzinie 15.06 ogień artyleryjski skierowano na strefę przemysłową, czyli fabrykę nawozów i zakłady chemiczne. Ta pierwsza również zaczęła płonąć i uległa dużym zniszczeniom spowodowanym przez około 90 pocisków . Około 15 armia egipska poprosiła o wstrzymanie ostrzału, ale strona izraelska odrzuciła prośbę . O godzinie 15.28 Radio Kair poinformowało o izraelskim ataku opinię publiczną. Armia egipska postanowiła odpowiedzieć na atak ogniem. Egipcjanie rozpoczęli ostrzał moździerzowy i artyleryjski pozycji Cahalu na Kanale Sueskim, na północ od Portu Tawfik. Izraelscy wojskowi poinformowali obserwatorów ONZ o rozpoczęciu ostrzału przez Egipt. W odpowiedzi na egipski ogień Izraelczycy zaatakowali także Port Ibrahim, niszcząc zabudowę części miasta. Ostrzał Cahalu, który rozpoczęto o 14.30 trwał nieprzerwanie do godziny 17.35, kiedy na prośbę ONZ obie strony zgodziły się wstrzymać ogień na linii frontu.

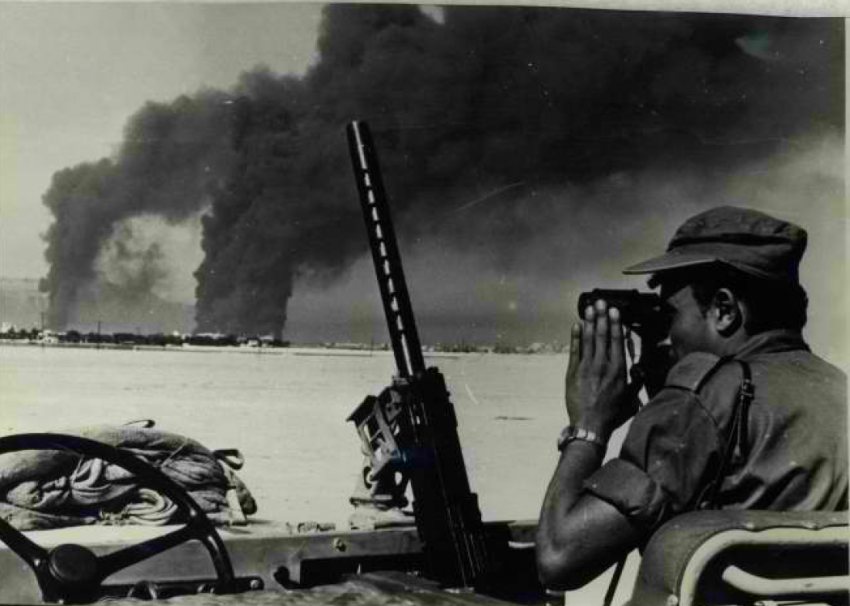
Izraelski żołnierz obserwujący Suez po operacji Awuka, 25 października 1967 rok

W wyniku operacji armia izraelska zniszczyła dwie z trzech największych rafinerii ropy naftowej w Egipcie. Obie zatrudniały około 5000 pracowników i przetwarzały 80% krajowych zasobów ropy. Rafinowano w nich rocznie 5 milionów ton nafty z całkowitej ilości 6,5 milionów ton, którą produkował Egipt. Z egipskich rafinerii korzystały także firmy zagraniczne, np. Pan American Petroleum, która przetwarzała tam 70 000 baryłek ropy dziennie. Wraz z rafineriami spłonęły również zbiorniki paliwa, w których znajdowało się od 250 000 do 300 000 ton paliwa. Zniszczono również 300 000 ton asfaltu . Pożarów nie można było ugasić przez kilka następnych dni. Izraelski ostrzał wyrządził Egiptowi straty w wysokości 250 mln dolarów, które związane były ze wstrzymaniem ruchu na Kanale Sueskim spowodowanym unoszącym się dymem i uszkodzeniami infrastruktury portowej. Straty spowodowane osłabieniem ruchu turystycznego wynosić miały 70 mln dolarów, a pożary szybów naftowych przyniosły szkodę 50 mln dolarów. Z kolei w 2016 roku „Ma’ariw” pisała o stratach wynoszących około 60 mln funtów egipskich . W związku ze zniszczeniem rafinerii i składów Egipt nie tylko musiał wstrzymać produkcję paliwa, ale także zmuszony został do jego importu. Oprócz tego Cahal zniszczył fabrykę nawozów, zakłady chemiczne oraz liczne fabryki w porcie i strefie przemysłowej Suezu. Straty zanotowano również w zabudowie cywilnej.
W wyniku egipskiego ostrzału rannych zostało 2 żołnierzy izraelskich. Z kolei pod izraelskim ostrzałem, według wydania gazety „Ma’ariw” z 1967 roku, zginęło 3 cywilów, a straty wśród żołnierzy wyniosły 3 zabitych i 37 rannych. Ta sama gazeta w wydaniu z 2016 roku informowała o 11 zabitych Egipcjanach i 92 rannych . Natomiast według oficjalnej strony Archiwów Państwowych Izraela w wyniku operacji, po stronie egipskiej zginęło 11 osób.
Wojsko egipskie oraz Radio Kair podały, że w trakcie operacji egipskie wojska obrony przeciwlotniczej strąciły jeden izraelski samolot Mirage. Jednak informacja ta została zdementowana przez rzecznika prasowego Sił Obronnych Izraela, który podał, iż do operacji nie oddelegowano żadnego samolotu myśliwskiego.
Izraelski atak przyczynił się do rozpoczęcia migracji Egipcjan zamieszkujących okolice Kanału Sueskiego, którzy postanowili wyprowadzić się z rejonów graniczących z linią frontu.
W wyniku operacji Egipt wstrzymał przeprowadzanie działań zbrojnych na dużą skalę na okres około roku.